# Jägerbomb

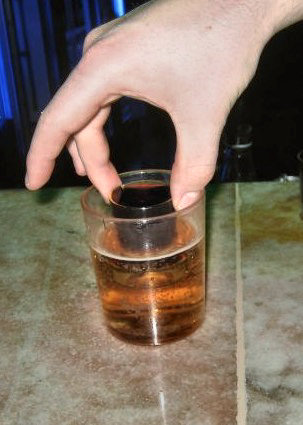
En jägerbomb.

Jägerbomb är en cocktail som blandas genom att släppa ett shotglas med Jägermeister i ett glas Red Bull. Cocktailen kan ofta blandas ihop med dess släkting ”Mikkelbomb” vilket är en liknande drink där du byter ut Jägermeister mot Fernet branca. I tyskspråkiga länder kallas drinken ibland för Turbojäger eller en Fliegender Hirsch (Flygande hjort), där "flygande" kommer från Red Bull:s slogan "Red Bull ger dig vingar" och "Hirsch" betyder "hjort" (inspirerat av Jägermeisters logotyp). I Mexiko kallas drinken för Perla Negra (Svart pärla) på grund av sin färg när den blandas.
Termer såsom "bombshot" och "ubåt" refererar till cocktails där man släpper ett shotglas i en större drink.